# Ovos em pó
Os ovos em pó ou ovos secos, foram uma invenção do químico William A. Mitchell, de modo a serem usados na II Guerra Mundial durante os períodos de racionamento civil, sobretudo no Reino Unido, e pelos soldados norte-americanos no mesmo conflito.
A grande vantagem do uso dos ovos secos em relação ao ovos "naturais" são o facto de o seu preço ser muito diminuto, terem um peso reduzido por volume em comparação a vários ovos, e a sua alargada vida útil uma vez que podem durar entre 5 a 10 anos. Outras vantagens são: ter menor quantidade de calorias e um valor nutricional maior em relação aos ovos de galinha.

## Confecção
Os ovos secos são simplesmente desidratados e embalados, industrialmente e é necessário juntar uma dose de água, tal como a maioria dos produtos desidratados (como a gelatina), quando preparados para o consumo.